# Knud Faber
Knud Helge Faber, född 29 augusti 1862 i Odense, död 3 maj 1956, var en dansk läkare. Han var bror till Harald och Svend Aage Faber samt sonson till Nicolai Faber.
Faber blev medicine doktor 1890 på en avhandling om stelkramp. Han var 1896–1910 professor i klinisk medicin och överläkare vid Frederiks Hospital och från 1910 övermedikus vid Krigshospitalet. Han var en erkänt framstående kliniker på den inre medicinens område och utgav flera arbeten om matsmältningsorganens sjukdomar, särskilt kronisk gastrit och kolit och gav uppslag till den Lærebog i intern Medicin, som 1915 började utges av nordiska läkare. Han inlade även stor förtjänst i kampen mot tuberkulosen och om ordnandet av det civila hälsovårdsväsendet. Han blev ledamot av Fysiografiska sällskapet i Lund 1914, av Vetenskaps- och vitterhetssamhället i Göteborg 1918 och av Vetenskapsakademien i Stockholm 1925. År 1946 utnämndes han till hedersdoktor vid Aarhus universitet.